# ヘルマン・ズーター
ヘルマン・ズーター（{Hermann Suter, 1870年4月28日 アールガウ州カイザーストゥール - 1926年6月22日 バーゼル）は、スイスの作曲家・合唱指揮者。フリードリヒ・ヘーガーやハンス・フーバーと並んで、19世紀末のドイツ語圏スイスにおける器楽曲と合唱曲の代表的作曲家である。

## 経歴
フリードリヒ・ヘーガーに師事した後、ライプツィヒに留学してカール・ライネッケに学ぶ。チューリヒにオルガニストとして就職した後、1902年より没年までバーゼルにおいて声楽協会を統率し、交響楽の演奏会を指揮した。3年間バーゼル音楽院の院長を務める。1913年にバーゼル大学より名誉博士号を授与された。

## 作風
様式的に見てズーターは、恩師フーバーよりもむしろブラームスに近い。後年の最も重要な作品は、詩篇第148番に基づくオラトリオ《アッシジの聖フランチェスコのラウダ "Le laudi di San Francesco d'Assisi" 》であり、この作品は国際的な出世作となった。代表作はほかに《交響曲ニ短調》（1914年）やヴァイオリン協奏曲、交響詩、弦楽六重奏曲などがある。